# LWUIT
Lightweight User Interface Toolkit (LWUIT) é um toolkit criado pela Sun Microsystems para facilitar a criação da interface de apps J2ME para diversos dispositivos. LWUIT foi inspirado pelo Swing e suporta diversas de suas funções, incluindo mudanças no look and feel, do layout etc.

## História
Criado por Chen Fishbein do centro de desenvolvimento de Israel da Sun Microsystems (SIDC), iniciou-se como um projeto interno. Shai Almog se juntou ao projeto e foi anunciado no Java One de 2008 que se tornaria de código livre sob os termos do GPL linking exception e a partir de então ganhou grande aceitação da comunidade.

## Arquitetura
LWUIT é bastante diferente do Swing e possui ferramentas indisponíveis nesse como temas, pinturas e animações. No entanto, funcionalidades como o uso de MVC, gerenciadores de layouts, renderizadores e processos de disparo de eventos (Event Dispatching Thread - EDT) são diretamente ligados ao Swing